# Conegliano
Conegliano (venetianska: Conejan) är en stad och kommun i provinsen Treviso i regionen Veneto i Italien. Kommunen hade 33 231 invånare (2018) och gränsar till kommunerna Colle Umberto, Mareno di Piave, San Fior, San Pietro di Feletto, San Vendemiano, Santa Lucia di Piave, Susegana och Vittorio Veneto. Staden ligger nära floden Piave och mycket producerat vin, främst prosecco, kommer från området kring Conegliano.

## Sport
Alessandro Del Piero, mångårig spelare i Juventus FC, kommer från Conegliano. Elitvolleybollaget Imoco Volley är sedan mitten av 2010 ett av världens bästa klubblag på damsidan. Före dem fanns Spes Volley Conegliano som innan de avslutade sin verksamhet 2012 hade gått från att vara ett lokalt lag till att tillhöra den italienska eliten.